# 阿格斯含硫原油价格指数
阿格斯含硫原油价格指数（Argus Sour Crude Index）簡稱ASCI，是訂定長期原油合約時的定價工具。
ASCI指數是一個單日計算，以體積加權的平均油價，考慮三種不同等級的原油，不過將其視為是同一等級的原油處理。
三種原油分別是Mars、Poseidon及Southern Green Canyon。
由阿格斯媒體每天提供的ASCI可以表示美國墨西哥灣沿岸中級含硫原油的價格。

## 市場接受程度
許多石油公司或產油國已接受用ASCI作為其原油價格的標準，如沙烏地阿拉伯國家石油公司（2009年）、科威特（2009年）及伊拉克（2010年）。
全世界最大的二個原油交易市場紐約商品期貨交易所（NYMEX）及洲際交易所集團（ICE）都有以ASCI計價的期貨交易。

## 外部連結
- Argus Sour Crude Index (“ASCI”)
- Official website of Argus Media